# Feedback (album)
Feedback – czwarty album hip-hopowego zespołu Jurassic 5, który został wydany 25 lipca 2006 roku i trzecim wydanym w wytwórni Interscope Records. Pierwszy singel promujący płytę nosi nazwę "Work it Out" i został stworzony przy udziale zespołu Dave Matthews Band.
Zawartość płyty wyciekła do internetu 3 lipca 2006 roku, 22 dni przed oficjalną premierą.

## Lista utworów
1. "Back 4 U"
2. "Radio"
3. "Brown Girl (Suga Plum)" (utwór nawiązuje do utworu Boney M)
4. "Gotta Understand"
5. "In The House"
6. "Baby Please"
7. "Work It Out" (razem z Dave Matthews Band)
8. "Where We At"
9. "Get It Together"
10. "Future Sound"
11. "J Resume" (Skit)
12. "Red Hot"
13. "Turn It Out"
14. "End Up Like This"
15. "Canto De Ossanha" (DJ Set autorstwa DJ Nu-Marka)